# 西貢街
西貢街（英語：Saigon Street）是香港九龍油尖旺區的一條道路。街道分成兩段，位於彌敦道兩邊，有行人隧道連接，但不能通車。西貢街東段連接志和街、彌敦道等道路，西段連接白加士街、渡船街等道路，與鄰近的北海街及寧波街大致平行。
街道原名第三街（英語：Third Street），後為免與其他道路混淆，於1909年3月更名為西貢街。路名與香港新界的西貢區無關，而是以越南城市西貢（今胡志明市）命名。

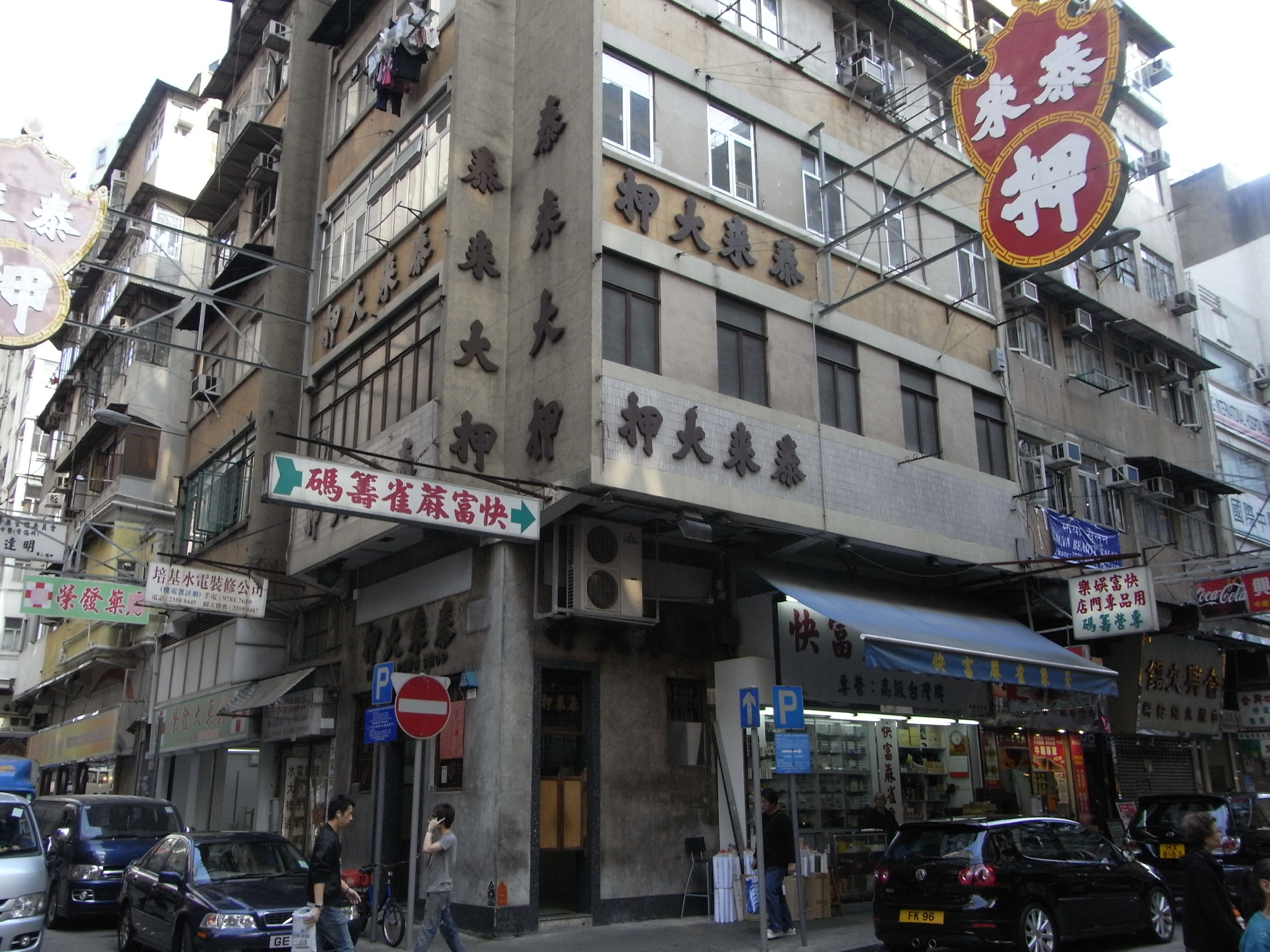
西貢街與吳松街交界